# Grinderman (musikalbum)
Grinderman är musikgruppen Grindermans debutalbum från 2007. Skivan är producerad av Nick Launay och släppt på skivbolaget Mute Records.

## Låtlista
1. "Get It On"
2. "No Pussy Blues"
3. "Electric Alice"
4. "Grinderman"
5. "Depth Charge Ethel"
6. "Go Tell The Women"
7. "(I Don't Need You To) Set Me Free"
8. "Honey Bee (Let's Fly To Mars)"
9. "When My Love Come Down"
10. "Love Bomb"

## Medverkande
- Nick Cave - sång, elgitarr, orgel, piano
- Warren Ellis - elbouzouki, fendocaster, violin, viola, akustisk gitarr och kör
- Martyn Casey - bas, akustisk gitarr och kör
- Jim Sclavunos - trummor, slagverk och kör